# Peter Hajba
Peter Hajba (nacido el 15 de diciembre de 1974), también conocido por su apodo de demoscene Skaven, es un músico electrónico finlandés, compositor de videojuegos y artista gráfico. Su proyecto más reciente es con Remedy Entertainment como animador, diseñador de sonido y artista gráfico. Antes de trabajar con Remedy, Hajba ha sido acreditado en juegos desarrollados por 3D Realms, PopCap Games, Introversion Software, Epic Games y Housemarque.
Hajba fue miembro del muy popular pero ahora extinto grupo de demoscene Future Crew, que produjo algunas demostraciones muy aclamadas durante la década de 1990. A pesar de no tener una formación formal, ha ganado numerosos premios por su música, incluido el concurso de música de la Asamblea en 1993, 1995 y 2002.
En 2005, Hajba compuso la banda sonora para la demostración de invitación al concurso de demostración en modo texto.
A partir de 2012, Peter ahora publica regularmente pistas en su página de SoundCloud.

## Videojuegos
| Año  | Título                             | Notas                                                              | Ref.  |
| ---- | ---------------------------------- | ------------------------------------------------------------------ | ----- |
| 1998 | GLtron                             |                                                                    |       |
| 1999 | Unreal Tournament                  | música para las niveles "Peak Monastery" y "Liandri Core"          |       |
| 2001 | Bejeweled                          |                                                                    |       |
| 2001 | Uplink                             |                                                                    |       |
| 2001 | Seven Seas Deluxe                  |                                                                    |       |
| 2001 | Max Payne                          | Efectos de partículas, animación de personajes y efectos de sonido | [ 6 ] |
| 2001 | Alchemy Deluxe                     |                                                                    |       |
| 2002 | Dynomite Deluxe                    |                                                                    |       |
| 2002 | Codename Silver                    |                                                                    |       |
| 2002 | Bookworm Deluxe                    |                                                                    |       |
| 2002 | Big Money! Deluxe                  |                                                                    |       |
| 2003 | Warblade                           |                                                                    |       |
| 2003 | Sweet Tooth To Go                  |                                                                    |       |
| 2003 | Max Payne 2: The Fall of Max Payne | Efectos de partículas, diseño de sonido e ingeniería de voz        |       |
| 2004 | Bejeweled 2 Deluxe                 |                                                                    |       |
| 2004 | Hamsterball                        |                                                                    |       |
| 2007 | PopCap Hits! Vol 1                 |                                                                    |       |
| 2007 | PopCap Arcade Vol 1                |                                                                    |       |
| 2008 | Bejeweled Twist                    |                                                                    |       |
| 2009 | Boonka                             |                                                                    |       |
| 2010 | Bejeweled 3                        |                                                                    |       |
| 2010 | Alan Wake                          | Diseño de sonido, efectos de partículas, gráficos adicionales      | [ 7 ] |
| 2011 | Death Rally                        |                                                                    |       |
| 2011 | Bejeweled Blitz Live               |                                                                    |       |
| 2012 | Alan Wake's American Nightmare     |                                                                    |       |